# Avvaiyar (poetessa I secolo a. C.)
Avvaiyar (Tamil : ஔவையார்; fl. I secolo a.C.) è stata una poetessa indiana di lingua tamil vissuta durante il periodo Sangam e che si ritiene avesse rapporti cordiali con i capi tamil Vēl Pāri e Athiyamān.
59 delle sue poesie vennero incluse nel Puṟanāṉūṟu. La targa su una statua che la raffigura a Chennai lascia ipotizzare che fosse nata nel I secolo a. C. Il titolo onorifico Avvaiyar significa "donna rispettabile e buona". ll suo nome reale non è noto.

## Biografia
Avvaiyar è considerata una contemporanea dei poeti Paranar, Kabilar e Thiruvalluvar. Le vengono attribuiti 7 versi presenti nel Naṟṟiṇai, 15 nel Kuṟuntokai, 4 nell'Akanaṉūṟu e 33 nel Puṟanāṉūṟu. Secondo la leggenda viveva alla corte dei re tamil e viaggiava per tutto il regno condividendo i pasti con i poveri contadini e componendo poesie per loro. La maggior parte delle sue poesie fa riferimento al piccolo capo Vallal Athiyamaan Nedumaan Anji e alla sua famiglia, che ella stessa aveva servito in qualità di sua ambasciatrice per scongiurare una guerra con il vicino rivale Thondaiman. Il resto delle sue poesie tratta i vari aspetti del governo statale. Sebbene le leggende popolari affermino che fosse una sorella di Kabilar, Thiruvalluvar e Athiyamaan, lo studioso V. R. Ramachandra Dikshitar confuta questa affermazione facendo notare come tutti e quattro appartenessero a caste diverse.

## Leggende sul suo conto
Una leggenda narra che il re Athiyaman regalò ad Avvaiyar dell'uva spina (Nellikani in tamil), un frutto speciale che era ritenuto foriero di una vita longeva e sana. Athiyaman riteneva che Avvaiyar fosse la persona giusta per servire la comunità tamil e che con la sua longevità potesse preservare il lascito culturale e la lingua del suo popolo.
Secondo un altro racconto, durante una visita a Ceylon Avvaiyar fu sorpresa da una pioggia torrenziale e si rifugiò nella casa di due donne di casta inferiore chiamate Angavay e Sangavay. Queste donne si presero cura di Avvaiyar con grande gentilezza e la poetessa promise che sarebbero state date in sposa al re di Tirucovalur. Sentendo ciò, il re acconsentì alle nozze qualora le donne fossero state date in sposa dai re Chera, Chola e Pandya. Avvaiyar invocò dunque Ganesha affinché realizzasse un invito su una foglia di palmyra. Dopo aver ricevuto l'invito, i re dei tre regni giunsero alla cerimonia nuziale delle due donne.

## Retaggio culturale
Nel villaggio di Muppandal, sito nel distretto di Kanyakumari del Tamil Nadu, vi è un'immagine di Avvaiyar. Secondo la tradizione, la poetessa morì in questo luogo.
Nella sua illustrazione poetica Hindoo Temples and Palace at Madura del 1835, Letitia Elizabeth Landon scrive del trionfo di Avvaiyar (Avyia) e la definisce "Colei che sul rotolo scagliò l'anima creativa, sdegnosa dei fiori della vita e del suo riposo".
Nel 1991 le è stato dedicato l'omonimo cratere di Venere dall'Unione Astronomica Internazionale.